# Nicolás Viera Díaz
Nicolás Viera Díaz (nacido el 7 de agosto de 1988 en Rosario, Uruguay) es un político y comunicador uruguayo. Militante del Movimiento de Participación Popular (MPP) dentro del Frente Amplio, ha sido diputado por el departamento de Colonia en el período 2020-2025, fue candidato a la Intendencia de Colonia para las elecciones departamentales de 2025, actualmente ocupa una banca en el Senado de la República.

### Biografía
Nacido en la localidad de Rosario, antes de dedicarse a la política trabajó como taxista, empleado en una estación de servicio y comunicador en medios locales. Participó en la fundación de varias organizaciones sociales y culturales en su departamento.
En el ámbito personal, está en pareja con José Manuel Arenas.

### Obra escrita
- Querida vieja. Correspondencias desde la prisión política (1972–1984)
- 2011, Donde la patria templó sus armas (en coautoría con Andrés Choca), obra que documenta la Toma del Colla.

## Ámbito político
Nicolás Viera Díaz inició su actividad política en el comité de base "Blanca Gorriarán" en Rosario. Entre 2012 y 2022, ocupó sucesivamente los cargos de vicepresidente y presidente del Frente Amplio en el departamento de Colonia.
Fue elegido diputado suplente para el período 2015-2020.
En las elecciones 2019, fue electo diputado (tutular) en el periodo 2020-2025.
En las elecciones de 2024, resultó electo senador suplente por la Lista 95609, accediendo a la titularidad en marzo de 2025 tras la renuncia de Alejandro Sánchez.
Su banca en la Camara de Representantes, fue suplida por la Cecilia Badin por el departamento de Colonia, desde el 5 de marzo de 2025.

### Cargos ejecutivos
Candidato a Intendente de Colonia en las elecciones de 2025 para el período 2025-2030.

### Parlamento del MERCOSUR
Parlamentario del MERCOSUR (2020-2025):
Jefe de la delegación uruguaya
Miembro del Observatorio para la Democracia del PARLASUR
En 2025 fue designado:
Vicepresidente del organismo para el período 2025-2030
Presidente de la Comisión de Presupuesto

### Comisiones senatoriales (2025-2030)
En el Senado de Uruguay, preside la Comisión de Constitución y Legislación e integra:
Comisión de Asuntos Internacionales
Comisión de Defensa Nacional
Comisión Especial de Control del Sistema de Inteligencia
Comisión de Salud Mental (seguimiento de la Ley 19.529)
Comisión de Población y Desarrollo
Comisión de Transporte y Obras Públicas
Adicionalmente, representa a Uruguay en la EUROLAT.

### Conferencias y seminarios
2021: Participó como ponente en la III Conferencia Interparlamentaria Italia-América Latina y el Caribe (realizada por videoconferencia el 22 de octubre de 2021).
2022: Organizó el seminario "Los desafíos de la integración económica y política en un sistema internacional en crisis" (18 de noviembre de 2022), en el marco del ciclo "El futuro de la integración regional".

### Formación y delegaciones
En 2023, participó en el Primer Curso Regular del Centro de Altos Estudios Parlamentarios del PARLATINO (Ciudad de Panamá).
2024: Integró una delegación del Frente Amplio en visita oficial a China, visitando Cantón y Pekín.

### Misiones parlamentarias (2025)
Junio 2025:
Representó al Parlamento del Mercosur en la Misión al Parlamento Europeo (Estrasburgo, Francia, 26-29 de junio), fortaleciendo relaciones interbloques.
Participó en la Reunión Mundial de la Red Internacional para la Legislación sobre Drogas (INLoD) (Viena, Austria, 24-25 de junio).
Viera se identifica con el ala izquierda del Frente Amplio y el MPP. Ha promovido derechos de las mujeres, incluyendo proyectos para elevar la edad mínima de matrimonio, combatir la brecha salarial y eliminar la prescripción de delitos sexuales contra menores. Defiende la justicia transicional y ha respaldado públicamente a fiscales de derechos humanos. Apoya la integración regional a través del PARLASUR y propone políticas sociales, culturales y de descentralización.[cita requerida]